# Concha Carretero
Concha Carretero (Barcelona, 1918 - Madrid, 1 de gener de 2014) va ser una militant comunista antifranquista, membre de les Joventuts Socialistes Unificades (JSU), que va ser companya de cel·la de les Tretze Roses, afusellades poc després d'acabada la guerra civil espanyola.

## Biografia
Va néixer a Barcelona, però la seva família es va traslladar a Madrid quan només tenia dos anys. El seu pare era anarquista i va morir jove. Després de l'entrada a Madrid de les tropes franquistes a finals de març de 1939, va ser empresonada per pertànyer a les Joventuts Socialistes Unificades, aleshores a l'òrbita del Partit Comunista d'Espanya. Va compartir cel·la amb altres companyes de les JSU, tretze de les quals van ser afusellades el 4 d'agost de 1939, passant a la història com Les Tretze Roses. Aquell mateix dia, Concha Carretero havia estat portada al cementiri de l'Almudena de Madrid, on va ser objecte d'un simulacre d'afusellament. De tornada a la presó de Ventas va ser apallissada i, quan va despertar, va conèixer la notícia de la mort de les seves amigues. Va passar onze mesos a la presó.
El gener de 1941 va tornar a entrar a la presó acusada d'ajuda a la guerrilla urbana. El juny d'aquell any va recuperar la llibertat definitivament.
Després de la mort del general Franco, va dedicar els seus esforços a reivindicar la memòria de Las Trece Rosas, sense oblidar els 43 homes que també van ser afusellats aquell mateix dia i els que anomenava «els meus 43 clavells». Solia impartir xerrades a centres educatius i participava en els homenatges que cada any se celebraven en record de Les Tretze Roses. «He vist de tot a la meva llarga vida, majoritàriament, injustícies», va declarar. Va col·laborar amb el director Benito Zambrano en la realització de la pel·lícula La voz dormida. A la seva mort, va ser sentidament recordada per gent com el líder de Podem, Pablo Iglesias, l'historiador David Jorge o la cantautora Lucía Sócam.